# Рогачевский, Василий Львович
Васи́лий Льво́вич Рогаче́вский (псевд. Василий Львович Львов-Рогачевский; 28 декабря 1873 (9 января 1874), Харьков, Харьковская губерния, Российская империя — 30 сентября 1930, Москва, СССР) — русский и советский литературный критик и литературовед, поэт.

## Биография
Родился 28 декабря 1873 года (9 января 1874) в Харькове (тогда Харьковская губерния, Российская империя, ныне Харьковская область, Украина) в семье статского советника. Окончил Харьковскую гимназию. В 1898 году, ещё обучаясь в Петербургском университете, вступил в «Союз борьбы за освобождение рабочего класса», принимал участие в революционном движении. В 1900 году окончил университет и стал работать отделении РСДРП в Харькове, затем после II съезда РСДРП примкнул к меньшевикам. После ряда арестов и активного участия в революции 1905 года в Петербурге был выслан за границу на 3 года. В 1917 году перестал заниматься политической деятельностью, посвятив себя исключительно литературной и педагогической работе. Преподавал во Всесоюзном институте журналистики. 
Умер 30 сентября 1930 года в Москве. Похоронен на Новодевичьем кладбище (2 уч.).

## Творчество
Дебютную книгу «Ганс Закс. Башмачник-поэт» (с переводами стихов Сакса) в соавторстве с учителем немецкого языка Б. Краевским опубликовал в 1895 году, ещё учась в гимназии. Первая критическая статья «Порывы» (о Горьком и Вересаеве) напечатана в мае 1899 года в «Одесских новостях» (№ 4624), после публиковал статьи и рецензии в «Образовании», «Современном мире» (где заведовал отделом поэзии) и других изданиях.
Сфера интересов — текущая литература: в первый период — 1890—1900-е годы. (Л. Андреев, М. Горький, Скиталец и др.), позднее — писатели периода Октябрьской революции. Критические работы отличаются доступностью изложения и простотой теоретических построений, что позволило им распространиться в качестве литературного пособия. Занимался культурно-просветительной и общественной деятельностью: возглавлял организацию «Литературное звено», был членом правления Всероссийского союза писателей, членом ГАХН, несколько лет преподавал литературу в московских вузах.